# Mellanie Monroe
Mellanie Monroe (Houston, Texas; 14 de septiembre de 1976) es una actriz pornográfica y modelo erótica estadounidense. Fue por medio de la también actriz Adriana Deville, a quien conoció en Florida, como entró en la industria en el año 2009.
Desde entonces Mellanie Monroe, conocida como "La Sexy Chica Sureña del Otro Lado", ha continuado impresionando a la audiencia con su energía y apetito sexual insaciable. Ha logrado ganar fama en productoras como Brazzers, Reality Kings, Bang Bros, Girlfriends Films, Naughty America y Evil Angel.

## Físico
Mellanie tiene cabello rubia, antes más largo y después más corto, unos grandes ojos azules, y un cuerpo que ha ido mejorando con el tiempo, sobre todo sus senos, que los ha agrandado, y su voluminoso trasero.

## Retiro de la industria
En 2014, la actriz fue agredida por el rapero Maino. Según las fuentes de noticias, ambos estaban en el auto del rapero cuando él empezó a golpearla y huyó, según contó la propia Monroe. Todo sucedió fuera del club nocturno Griffin en el bajo Manhattan, el martes 21 de octubre. La actriz contó también, que sufrió dolor en la pierna por el altercado en el auto. Más tarde, un representante de la actriz porno habló:
La actriz porno Mellanie Monroe está aterrorizada del exconvicto y sus asociados luego de que fuera arrestado el Jueves con cargos de haberla atacado en el Meatpacking District fuera del club nocturno tempranamente esta semana. "Ella está realmente asustada", Walter Newsome, un miembro del equipo legal de Monroe, contó a Page Six.
"Nadie debería soportar un ataque tan barbárico."(Page Six).